# ۴۰۷ (میلادی)
۴۰۷ (میلادی) چهارصد  و هفتمین سال تقویم میلادی است.

## درگذشتگان
‎